# Maggie Simpsonová v „Rande s osudem“
Maggie Simpsonová v „Rande s osudem“, zkráceně Rande s osudem, (v anglickém originále Maggie Simpson in "Playdate with Destiny", zkráceně Playdate with Destiny), je americký animovaný 3D krátký film z roku 2020 založený na animovaném televizním seriálu Simpsonovi. Film byl premiérově uveden 6. března 2020, tedy v průběhu vysílání premiérových dílů 31. řady Simpsonových. Hlavní postavou je stejně jako v předchozím filmu Maggie Simpsonová.
Rande s osudem je celkově třetím filmem Simpsonových uvedeným do kin, po celovečerním filmu Simpsonovi ve filmu (2007) a krátkém filmu Simpsonovi: Maggie zasahuje (2012). Díl seriálu Simpsonovi Nesnesitelná lehkost bytí batoletem byl popsán jako „rozšíření“ a „pokračování“, v němž se znovu objevil Hudson.

## Děj
Marge vezme Maggie na dětské hřiště. Jedno z dětí na hřišti se sklouzne na skluzavce a málem do Maggie narazí. Zachrání ji chlapec jménem Hudson. Maggie se do Hudsona zamiluje, a tak si společně hrají. Na konci dne dá Maggie Hudsonovi na památku svou modrou mašli a tu noc se jí o Hudsonovi zdá. 
Druhý den se místo Marge o Maggie stará Homer a rozhodne se, že ji vezme do skateparku. Maggie vidí Hudsona, jak na ni čeká ve vedlejším parku, a zoufale se snaží upoutat jeho pozornost, ale nepodaří se jí to, protože ji Homer odvede pryč. Té noci je Maggie zoufalá, že Hudsona nemůže vidět. 
Následující den Homer hlídá Maggie znovu. Než ji stihne odvézt opět do skateparku jako předchozího dne, Maggie se chopí volantu auta a jede do parku, kde se prvně setkala s Hudsonem. Vidí, jak Hudson nastupuje do dětského vláčku, a běží přes park, aby ho dohonila. Když Hudson vidí, jak se Maggie snaží vlak dohonit, natáhne k ní ruku, v níž drží modrou mašli. Mašli ale upustí, a tak se vlak od Maggie vzdálí. Maggie se domnívá, že Hudson navždy zmizel. Netuší však, že vlak jede po oválné trati, a tak se dokola vrací do stanice, ze které vyjel. Maggie a Hudson se znovu setkají na vlakovém voze a namísto polibku si vymění dudlíky.

## Produkce
Scenáristé Simpsonových Tom Gammill a Max Pross navrhli zápletku Rande s osudem jako součást epizody 31. řady Nesnesitelná lehkost bytí batoletem, na které začali pracovat, a výkonný producent Jim Brooks navrhl, aby se zápletka místo toho použila pro krátký film.
Po odkoupení společnosti 21st Century Fox společností Disney poslal štáb Simpsonových Bobu Igerovi a zaměstnancům společnosti Disney Rande s osudem. Podle Ala Jeana požádali: „Mohli bychom, prosím, jít před film od Pixaru?“. Po schválení požádali o uvedení s „něčím, co je kompatibilní“; štáb byl „nadšený“, když mu nabídli film Frčíme.
Akvizice studia 20th Century Studios společností Disney se odráží v úvodu krátkého filmu, který ukazuje siluetu Mickey Mouse, načež přechází na Homera Simpsona držícího dvě koblihy. Stejně tak logo společnosti Gracie Films viditelné na konci krátkého filmu nahrazuje jednoho z patronů Mickeym Mousem.

## Uvedení
Rande s osudem bylo poprvé oznámeno veřejnosti na oficiálním Instagramu seriálu dne 27. února 2020. Bylo oznámeno, že tento krátký film bude uveden v kinech ve Spojených státech amerických před promítáním filmu Frčíme 6. března 2020. Je to první krátký film od 20th Century Studios (dříve Fox), který byl promítán před celovečerním filmem od studia Disney.